# 1981
Il 1981 (MCMLXXXI in numeri romani) è un anno  del XX secolo.

## Eventi
- Karen Berg realizza il suo rapporto Berg.
- Robert Bates realizza il suo rapporto Bates.

### Gennaio
- 1º gennaio
  - Europa: la Grecia entra nella CEE (che passa da 9 a 10 membri).
  - Palau diventa un territorio autogovernato.
- 4 gennaio – Sheffield: la polizia arresta Peter Sutcliffe, lo Squartatore dello Yorkshire.
- 20 gennaio – Stati Uniti: Ronald Reagan succede a Jimmy Carter come Presidente degli Stati Uniti d'America. Nello stesso giorno l'Iran libera 52 cittadini americani tenuti in ostaggio per 444 giorni; finisce così la crisi iraniana degli ostaggi.

### Febbraio
- 4 febbraio – Norvegia: Gro Harlem Brundtland diventa il Primo ministro di Norvegia.
- 9 febbraio – Polonia: il Primo Ministro polacco Józef Pińkowski si dimette e viene sostituito dal Generale Wojciech Jaruzelski.
- 10 febbraio – Las Vegas: nel corso di un incendio al Las Vegas Hilton hotel-casinò perdono la vita 8 persone e 198 riportano gravi ferite.
- 14 febbraio
  - L'Australia ritira il riconoscimento del regime di Pol Pot in Cambogia.
  - Dublino: scoppia un incendio nella discoteca Stardust; 48 persone perdono la vita e 214 riportano gravi ferite.
- 23 febbraio – Madrid: Antonio Tejero, con membri della Guardia Civil entra nel Congresso dei deputati spagnolo e interrompe la sessione, dove Leopoldo Calvo Sotelo sta per essere nominato presidente del governo.[1] Il colpo di Stato fallisce anche grazie alla posizione assunta da re Juan Carlos.[1]

### Marzo
- 1º marzo – Irlanda del Nord: inizia lo sciopero della fame dei detenuti dell'IRA e dell'INLA nel Carcere di Maze, nella località di Long Kesh.
- 5 marzo – Washington: con un discorso alla nazione, il nuovo presidente USA inaugura l'era reaganiana: meno tasse e tagli alla spesa pubblica per risollevare l'economia.
- 10 marzo – Stanford: primo trapianto di cuore e polmone insieme.
- 29 marzo – Finlandia: a Ruka Tiina Lehtola è la prima donna a superare i 100 metri nel salto con gli sci.
- 30 marzo – Washington: il Presidente degli Stati Uniti Ronald Reagan si salva da un attentato per mano dello squilibrato John Hinckley.

### Aprile
- 4 aprile – il Regno Unito vince l'Eurovision Song Contest, ospitato a Dublino, Irlanda.
- 12 aprile – Columbia, il secondo Space Shuttle, viene lanciato per il primo volo orbitale del programma.
- 23 aprile – viene assassinato a Palermo il boss mafioso Stefano Bontate; il suo omicidio segna l'inizio della "seconda guerra di mafia"
- 27 aprile – un commando di cinque brigatisti rossi sequestra Ciro Cirillo, ex presidente della Regione Campania ed esponente di punta della DC. Al termine di una complessa ed oscura trattativa, con il coinvolgimento anche dei servizi segreti e di ambienti della malavita locale, Cirillo verrà rilasciato il 24 luglio.

### Maggio
- 5 maggio – Bobby Sands muore per lo sciopero della fame iniziato il 1º marzo.
- 10 maggio – Parigi: François Mitterrand eletto presidente della repubblica francese.
- 13 maggio – Città del Vaticano: mentre attraversa Piazza San Pietro a bordo della papamobile, Papa Giovanni Paolo II viene ferito gravemente da colpi d'arma da fuoco sparatigli dal terrorista turco Mehmet Ali Ağca, legato al gruppo dell'estrema destra turca dei Lupi grigi.
- 17 maggio – Si tengono 5 referendum abrogativi. Viene confermata la legge sull'aborto.

### Giugno
- 5 giugno – viene scoperto il virus dell'AIDS.
- 7 giugno – L'aviazione israeliana dà il via all'operazione Babilonia in cui distrugge, in un raid aereo, il reattore nucleare iracheno di Osirak.
- 10 giugno – Alfredo Rampi, un bambino di 6 anni, cade in un pozzo artesiano a Vermicino, vicino a Roma. I tentativi di salvataggio falliscono e la vicenda si conclude con la morte del bambino.
- 21 giugno - Il Parlamento iraniano vota la deposizione di Abolhassan Banisadr da presidente della Repubblica islamica.
- 22 giugno – l'Organizzazione per l'Unità Africana proclama la "Carta africana dei diritti dell'uomo e dei popoli", durante il summit di Nairobi (Kenya).
- 29 giugno - Cina: Deng Xiaoping diventa presidente della Commissione militare centrale, confermandosi uomo forte del Paese.
- 30 giugno – decima applicazione del minuto di 61 secondi

### Luglio
- 3 luglio – New York: il New York Times pubblica un articolo relativo all'insorgenza di un "raro cancro" riscontrato in alcuni omosessuali di New York e Los Angeles, primo annuncio sulla stampa nazionale di quella che sarebbe diventata l'epidemia di AIDS.
- 9 luglio – il personaggio dei videogiochi Mario compare per la prima volta nel gioco Donkey Kong col nome di Jumpman.
- 16 luglio – Mahathir Mohamad ha giurato come quarto primo ministro della Malesia.
- 29 luglio – Londra: nella cattedrale di St. Paul si sposano Lady Diana e Carlo d'Inghilterra.

### Agosto
- 4 agosto – viene scattata la foto di Saturno dalla sonda Voyager 2, distante circa 21 milioni di km dal pianeta.
- 12 agosto – viene presentato il PC IBM 5150, un personal computer (PC) che sarà lo standard di riferimento, negli anni ottanta, per tutti i modelli di PC basati sull'architettura x86.
- 19 agosto - durante un'esercitazione aero-navale statunitense nel Golfo della Sirte scontro in cielo tra aerei militari americani e libici.
- 30 agosto - a Teheran il presidente della Repubblica Mohammad Ali Rajai e il primo ministro Mohammad-Javad Bahonar vengono uccisi in un attentato dei Mojahedin del Popolo Iraniano.

### Settembre
- 1º settembre – l'IBM lancia sul mercato il primo Personal Computer: il 5150, basato su processore Intel 8088.
- 12 settembre – inaugurazione ufficiale del Memorial JK, il mausoleo dov'è sepolto il presidente brasiliano Juscelino Kubitschek e progettato da Oscar Niemeyer
- 19 settembre – Simon e Garfunkel, tengono davanti a 500.000 spettatori il loro più famoso concerto a New York, il The Concert in Central Park da cui nascerà l'omonimo album dal vivo.
- 21 settembre – indipendenza del Belize

### Ottobre
- 3 ottobre – finisce lo sciopero della fame dei detenuti repubblicani nel carcere di Long Kesh, in Irlanda del Nord. Durante lo sciopero sono morti 10 detenuti.
- 6 ottobre – il Presidente egiziano Sadat viene ucciso in un attentato da estremisti fondamentalisti.
- 9 ottobre – in Francia viene abolita la pena di morte.

### Novembre
- 1º novembre – indipendenza di Antigua e Barbuda.

### Dicembre
- 9 dicembre – Stati Uniti: arrestato il giornalista statunitense di colore Mumia Abu-Jamal.
- 10 dicembre - El Salvador: Massacro di El Mozote, perpetrato da un'unità dell'esercito salvadoregno (Battaglione Atlacatl) che giustizia quasi mille civili presenti nel villaggio di El Mozote.
- 11 dicembre – Muhammad Alì si ritira dal pugilato.
- 13 dicembre  - Polonia: il generale Wojciech Jaruzelski, capo dell'esercito e primo ministro, proclama la legge marziale.
- 13 dicembre - Polonia: Lech Walesa leader di Solidarnosc insieme ad altri attivisti del sindacato sono arrestati ed internati a seguito dell'instaurazione della legge marziale.
- 14 dicembre - Tel Aviv: la Knesset approva una legge che annette ufficialmente le alture del Golan al territorio di Israele.
- 17 dicembre – Verona: le Brigate Rosse rapiscono il generale statunitense James Lee Dozier. Sarà liberato dai NOCS il 28 gennaio 1982.
- 22 dicembre  - Buenos Aires: il generale Leopoldo Galtieri depone il generale Roberto Viola e si autoproclama presidente a vita dell'Argentina. Si dimetterà il 18 giugno 1982 dopo la sconfitta nella guerra delle Falkland.

## Nati
Ci sono circa 5 110 voci su persone nate nel 1981; vedi la pagina Nati nel 1981 per un elenco descrittivo o la categoria Nati nel 1981 per un indice alfabetico.

## Morti
Ci sono circa 1 260 voci su persone morte nel 1981; vedi la pagina Morti nel 1981 per un elenco descrittivo o la categoria Morti nel 1981 per un indice alfabetico.

## Calendario
| Calendario 1981 | Calendario 1981 | Calendario 1981 | Calendario 1981 | Calendario 1981 | Calendario 1981 | Calendario 1981 | Calendario 1981 | Calendario 1981 | Calendario 1981 | Calendario 1981 | Calendario 1981 | Calendario 1981 | Calendario 1981 | Calendario 1981 | Calendario 1981 | Calendario 1981 | Calendario 1981 | Calendario 1981 | Calendario 1981 | Calendario 1981 | Calendario 1981 | Calendario 1981 | Calendario 1981 | Calendario 1981 | Calendario 1981 | Calendario 1981 | Calendario 1981 | Calendario 1981 | Calendario 1981 | Calendario 1981 | Calendario 1981 | Calendario 1981 |
| --------------- | --------------- | --------------- | --------------- | --------------- | --------------- | --------------- | --------------- | --------------- | --------------- | --------------- | --------------- | --------------- | --------------- | --------------- | --------------- | --------------- | --------------- | --------------- | --------------- | --------------- | --------------- | --------------- | --------------- | --------------- | --------------- | --------------- | --------------- | --------------- | --------------- | --------------- | --------------- | --------------- |
|                 | 1               | 2               | 3               | 4               | 5               | 6               | 7               | 8               | 9               | 10              | 11              | 12              | 13              | 14              | 15              | 16              | 17              | 18              | 19              | 20              | 21              | 22              | 23              | 24              | 25              | 26              | 27              | 28              | 29              | 30              | 31              |                 |
| Gennaio         | Gi              | Ve              | Sa              | Do              | Lu              | Ma              | Me              | Gi              | Ve              | Sa              | Do              | Lu              | Ma              | Me              | Gi              | Ve              | Sa              | Do              | Lu              | Ma              | Me              | Gi              | Ve              | Sa              | Do              | Lu              | Ma              | Me              | Gi              | Ve              | Sa              |                 |
| Febbraio        | Do              | Lu              | Ma              | Me              | Gi              | Ve              | Sa              | Do              | Lu              | Ma              | Me              | Gi              | Ve              | Sa              | Do              | Lu              | Ma              | Me              | Gi              | Ve              | Sa              | Do              | Lu              | Ma              | Me              | Gi              | Ve              | Sa              |                 |                 |                 |                 |
| Marzo           | Do              | Lu              | Ma              | Me              | Gi              | Ve              | Sa              | Do              | Lu              | Ma              | Me              | Gi              | Ve              | Sa              | Do              | Lu              | Ma              | Me              | Gi              | Ve              | Sa              | Do              | Lu              | Ma              | Me              | Gi              | Ve              | Sa              | Do              | Lu              | Ma              |                 |
| Aprile          | Me              | Gi              | Ve              | Sa              | Do              | Lu              | Ma              | Me              | Gi              | Ve              | Sa              | Do              | Lu              | Ma              | Me              | Gi              | Ve              | Sa              | Do              | Lu              | Ma              | Me              | Gi              | Ve              | Sa              | Do              | Lu              | Ma              | Me              | Gi              |                 |                 |
| Maggio          | Ve              | Sa              | Do              | Lu              | Ma              | Me              | Gi              | Ve              | Sa              | Do              | Lu              | Ma              | Me              | Gi              | Ve              | Sa              | Do              | Lu              | Ma              | Me              | Gi              | Ve              | Sa              | Do              | Lu              | Ma              | Me              | Gi              | Ve              | Sa              | Do              |                 |
| Giugno          | Lu              | Ma              | Me              | Gi              | Ve              | Sa              | Do              | Lu              | Ma              | Me              | Gi              | Ve              | Sa              | Do              | Lu              | Ma              | Me              | Gi              | Ve              | Sa              | Do              | Lu              | Ma              | Me              | Gi              | Ve              | Sa              | Do              | Lu              | Ma              |                 |                 |
| Luglio          | Me              | Gi              | Ve              | Sa              | Do              | Lu              | Ma              | Me              | Gi              | Ve              | Sa              | Do              | Lu              | Ma              | Me              | Gi              | Ve              | Sa              | Do              | Lu              | Ma              | Me              | Gi              | Ve              | Sa              | Do              | Lu              | Ma              | Me              | Gi              | Ve              |                 |
| Agosto          | Sa              | Do              | Lu              | Ma              | Me              | Gi              | Ve              | Sa              | Do              | Lu              | Ma              | Me              | Gi              | Ve              | Sa              | Do              | Lu              | Ma              | Me              | Gi              | Ve              | Sa              | Do              | Lu              | Ma              | Me              | Gi              | Ve              | Sa              | Do              | Lu              |                 |
| Settembre       | Ma              | Me              | Gi              | Ve              | Sa              | Do              | Lu              | Ma              | Me              | Gi              | Ve              | Sa              | Do              | Lu              | Ma              | Me              | Gi              | Ve              | Sa              | Do              | Lu              | Ma              | Me              | Gi              | Ve              | Sa              | Do              | Lu              | Ma              | Me              |                 |                 |
| Ottobre         | Gi              | Ve              | Sa              | Do              | Lu              | Ma              | Me              | Gi              | Ve              | Sa              | Do              | Lu              | Ma              | Me              | Gi              | Ve              | Sa              | Do              | Lu              | Ma              | Me              | Gi              | Ve              | Sa              | Do              | Lu              | Ma              | Me              | Gi              | Ve              | Sa              |                 |
| Novembre        | Do              | Lu              | Ma              | Me              | Gi              | Ve              | Sa              | Do              | Lu              | Ma              | Me              | Gi              | Ve              | Sa              | Do              | Lu              | Ma              | Me              | Gi              | Ve              | Sa              | Do              | Lu              | Ma              | Me              | Gi              | Ve              | Sa              | Do              | Lu              |                 |                 |
| Dicembre        | Ma              | Me              | Gi              | Ve              | Sa              | Do              | Lu              | Ma              | Me              | Gi              | Ve              | Sa              | Do              | Lu              | Ma              | Me              | Gi              | Ve              | Sa              | Do              | Lu              | Ma              | Me              | Gi              | Ve              | Sa              | Do              | Lu              | Ma              | Me              | Gi              |                 |

## Premi Nobel
In quest'anno sono stati conferiti i seguenti Premi Nobel:
- per la Pace: Alto Commissariato delle Nazioni Unite per i Rifugiati
- per la Letteratura: Elias Canetti
- per la Medicina: David H. Hubel, Roger W. Sperry, Torsten N. Wiesel
- per la Fisica: Nicolaas Bloembergen, Arthur L. Schawlow, Kai M. Siegbahn
- per la Chimica: Kenichi Fukui, Roald Hoffmann
- per l'Economia: James Tobin